# Ardeuil-et-Montfauxelles

Ardeuil-et-Montfauxelles este o comună în departamentul Ardennes din nordul Franței. În 1 ianuarie 2022 avea o populație de 79 de locuitori.